# Front Line Assembly
I Front Line Assembly sono un gruppo musicale electro-industrial canadese nato nel 1986 da Bill Leeb, fuoriuscito dagli Skinny Puppy, e Michael Balch.

## Storia
Facendo seguito a due demo, Nerve War e Total Terror, la band pubblicò nel 1987 il loro primo album, The Initial Command. Successivamente, Rhys Fulber si unì alla band. L'album, State of Mind, del 1988, fu il primo ad essere pubblicato a livello mondiale.
Nel 1989 Michael Balch lasciò i Front Line Assembly, e si unì al gruppo statunitense dei Ministry. L'album Gashed Senses and Crossfire venne pubblicato nel 1989, mentre il brano, Digital Tension Dementia, attrasse l'attenzione di molti musicisti underground, fan e DJ. Caustic Grip fu pubblicato nel 1990, e divenne un classico tra i fan dell'underground. Nel 1991, il singolo Virus e il suo video, furono accreditati e suonati nei club industrial di tutto il mondo. L'album seguente,Tactical Neural Implant del 1992 conferma i Front Line Assembly come una delle band più popolari della musica industrial. L'album seguente Millennium, del 1994, era composto da una combinazione di chitarre metal, musica elettronica e media sampling, divenute una delle caratteristiche del rock industriale e dell'industrial metal durante gli anni novanta. Hard Wired, del 1995, ed il tour mondiale che seguirono, segnò il periodo di maggior successo per i Front Line Assembly.

### L'uscita di Rhys
Nel 1997, Rhys Fulber lasciò la band per concentrarsi nella produzione sia dei Fear Factory che di altre band. A rimpiazzare Fulber giunse Chris Peterson, il quale già sosteneva la band durante i loro show live. Due anni dopo l'uscita di Fulber, venne pubblicato l'album del 1998, Flavour of the Weak, album che segnò una svolta nello stile musicale della band. Le influenze metal divennero meno prorompenti, sostituite dal dominio della strumentazione elettronica. Con gli album, Implode, del 1999, e Epitaph, del 2001, i Front Line Assembly, in un certo senso ritornarono alle sonorità degli esordi. Nel 2002 Chris Peterson lasciò i Front Line Assembly, defezione che fece ipotizzare un eventuale e successivo scioglimento della band.

### Soy Leeb
La performance dei Front Line Assembly del 2002 al Wave Gotik Treffen, annunciata come il loro ultimo show, causò uno scandalo tra la comunità della musica industriale, dopo che alcune fotografie della loro performance circolarono in internet. Molti credettero che Leeb avesse un imitatore.  Questo risultò essere conosciuto ai fan del gruppo della comunità online come Soy Leeb.

### Rhys ritorna
Tuttavia, nel 2003, Rhys Fulber tornò a far parte della band. Il singolo Maniacal venne pubblicato nell'ottobre 2003, e lanciò una nuova fase nella carriera della band, mentre nel 2004 seguì l'album Civilization. Chris Peterson più tardi si riunì alla band. Nel 2006 questo trio, Leeb/Fulber/Peterson, pubblicò Artificial Soldier. Il tour di supporto fu brevemente interrotto a causa di un problema con l'autobus per cui la band rientrò nella loro sede a Vancouver, prima di quanto avevano programmato, dopo aver suonato appena in metà delle loro date stabilite per gli Stati Uniti. La band fece poi in Europa nell'agosto del 2006 suonando in 18 città.

### Recente
Nel 2006 la band pubblicò dei brani tratti dal loro Artificial Soldier come colonna sonora per il film horror FrightWorld, uscito nel 2007.
Nell'aprile del 2007 con la casa discografica Metropolis Records venne pubblicato il remix dell'album Fallout. L'album è uscito in un digipak composto di quattro pannelli e conteneva tre nuovi pezzi: Electric Dreams, Unconscious e Armageddon e nove remix fatti tra gli altri dai Combichrist, Covenant, Portion Control, Sebastian R. Komor, Zombie Girl/Icon of Coil, Rhys Fulber ed altri.

## Progetti collaterali
I Noise Unit sono un progetto musicale collaterale creato da Bill Leeb.

## Membri
| Membro            | Formazione         | Studio                   | Live                         |
| ----------------- | ------------------ | ------------------------ | ---------------------------- |
| Bill Leeb         | Tastiere, voce     | 1986-presente            | 1986-presente                |
| Rhys Fulber       | Tastiere           | 1986-1997, 2002-presente | 1986-1997, 2002-presente     |
| Michael Balch     | Tastiere           | 1987-1989                |                              |
| Chris Peterson    | Tastiere           | 1992-2002, 2007          | '90, '92, '98, '99, '02, '07 |
| Jeff Stoddard     | Chitarre           | 1990                     |                              |
| Greg Reely        | Mixer              | 1990-presente            |                              |
| Devin Townsend    | Chitarre           | 1994, 1995               |                              |
| Jason Filipchuk   | Tastiere           |                          | 1998, 1999, 2002             |
| Jared Slingerland | Chitarre           | 2006-presente            | 2006-presente                |
| Jed Simon         | Chitarre           |                          | '95, '96, '9 '99             |
| Jason Hagen       | Batteria           |                          | 1999                         |
| Craig Huxtable    | Tastiere           |                          | 2006                         |
| Adrian White      | Batteria, Chitarre | '07                      | '95, '96, '02, '07           |
| Jeremy Inkel†     | Tastiere           | 2005-2018                | 2006-2018                    |

## Discografia

### Album
- 1987 - The Initial Command
- 1987 - State of Mind
- 1988 - Corrosion
- 1988 - Disorder (EP)
- 1989 - Gashed Senses & Crossfire
- 1990 - Caustic Grip
- 1992 - Tactical Neural Implant
- 1994 - Millennium
- 1995 - Hard Wired
- 1997 - [FLA]vour of the Weak
- 1999 - Implode
- 2001 - Epitaph
- 2004 - Civilization
- 2006 - Artificial Soldier
- 2010 - Improvised Electronic Device
- 2013 - Echogenetic
- 2019 - Wake Up the Coma
- 2021 - Mechanical Soul

### Demo
- 1986 - Nerve War
- 1986 - Total Terror

### Live
- 1989 - Live
- 1996 - Live Wired
- 2015 - Kampfbereit

### Compilation
- 1988 - Convergence
- 1993 - Total Terror I
- 1993 - Total Terror II
- 1995 - Corroded Disorder
- 1997 - Reclamation
- 1998 - The Singles: Four Fit
- 1998 - Monument
- 1998 - Cryogenic Studios
- 1999 - Explosion
- 2001 - Cryogenic Studio, Vol. 2
- 2004 - Complete Total Terror
- 2005 - The Best of Cryogenic Studio

### Remix e EP
- 1996 - The Remix Wars: Strike 2
- 1998 - Re-wind
- 2007 - Fallout
- 2014 - Echoes

### Colonne sonore
- 2008 - Quake III: Team Arena
- 2012 - AirMech
- 2018 - WarMech

## Progetti collaterali
I progetti collaterali sono:
- Conjure One
- Delerium
- Left Spine Down
- Pro-Tech
- Synæsthesia
- Will
- Intermix
- Noise Unit
- Equinox
- Cyberaktif
- Mutual Mortuary
- Decree